# You Light Up My Life (película)
You Light Up My Life es una película de 1977 escrita y dirigida por Joseph Brooks. La película está protagonizada por Didi Conn, Michael Zaslow y Jeffrey Kramer.

## Argumento
Una chica llamada Laurie Robinson quiere ser una cantante. Pronto, se encuentra presionada por amigos jóvenes para que cante, y su padre, en cambio, quiere que sea comediante.

## Reparto
| Actor/Actriz   | Personaje          |
| -------------- | ------------------ |
| Didi Conn      | Laurie Robinson    |
| Michael Zaslow | Chris Nolan        |
| Jeffrey Kramer | Cantante del fondo |
| Joe Silver     | Si Robinson        |
| Stephen Nathan | Ken Rothenberg     |

## Recepción
La película fue duramente criticada por Rotten Tomatoes, obteniendo un 20%.